# Atletica leggera ai Giochi della XVI Olimpiade - Staffetta 4×100 metri femminile

Video della Finale (film ufficiale dei Giochi)

La competizione della staffetta 4×100 metri femminile di atletica leggera ai Giochi della XVI Olimpiade si è disputata il giorno 1º dicembre 1956 al Melbourne Cricket Ground.

## Risultati

### Turni eliminatori
| 2 Semifinali | 1º dicembre | 5 + 4 | Si qualificano le prime 3. |
| Finale       | 1º dicembre | 6     |                            |

### Semifinali
| Pos. | Nazione   | Atleti                                                             | Tempo Ufficiale | Tempo Ufficioso |
| ---- | --------- | ------------------------------------------------------------------ | --------------- | --------------- |
| 1    | Australia | Betty Cuthbert Norma Croker Shirley Strickland Fleur Mellor        | 44"9            | 45"00           |
| 2    | Germania  | Christa Stubnick Gisela Köhler Maria Sander Bärbel Mayer           | 44"9            | 45"07           |
| 3    | Italia    | Giuseppina Leone Letizia Bertoni Maria Musso Milena Greppi         | 45"9            | 45"91           |
| 4    | Francia   | Angèle Picado Catherine Capdevielle Micheline Fluchot Simone Henry | 46"3            | 46"39           |
| 5    | Canada    | Diane Matheson Eleanor Haslam Maureen Rever Dorothy Kozak          | 46"6            | 46"79           |

| Pos. | Nazione          | Atleti                                                       | Tempo Ufficiale | Tempo Ufficioso |
| ---- | ---------------- | ------------------------------------------------------------ | --------------- | --------------- |
| 1    | Gran Bretagna    | Anne Pashley Heather Armitage Jean Scrivens June Foulds-Paul | 45"3            | 45"38           |
| 2    | Stati Uniti      | Isabelle Daniels Mae Faggs Wilma Rudolph Margaret Matthews   | 45"4            | 45"52           |
| 3    | Unione Sovietica | Galina Režčikova Marija Itkina Vera Krepkina Irina Turova    | 46"1            | 46"20           |
| 4    | Polonia          | Barbara Lerczak Genowefa Minicka Halina Górecka Maria Kusion | 46"5            | 46"58           |

### Finale
L'Australia, mémore della sfortunata finale di quattro anni prima, non sbaglia niente: record del mondo in batteria con 44"9, di nuovo record del mondo in finale con 44"5.
| Pos.    | Nazione          | Atleti                                                       | Tempo Ufficiale | Tempo Ufficioso |
| ------- | ---------------- | ------------------------------------------------------------ | --------------- | --------------- |
| Oro     | Australia        | Betty Cuthbert Norma Croker Shirley Strickland Fleur Mellor  | 44"5            | 44"65           |
| Argento | Gran Bretagna    | Anne Pashley Heather Armitage Jean Scrivens June Foulds-Paul | 44"7            | 44"70           |
| Bronzo  | Stati Uniti      | Isabelle Daniels Mae Faggs Wilma Rudolph Margaret Matthews   | 44"9            | 45"04           |
| 4       | Unione Sovietica | Galina Režčikova Mariya Itkina Vera Krepkina Irina Turova    | 45"6            | 45"81           |
| 5       | Italia           | Giuseppina Leone Letizia Bertoni Maria Musso Milena Greppi   | 45"7            | 45"90           |
| 6       | Germania         | Christa Stubnick Gisela Köhler Maria Sander Bärbel Mayer     | 47"2            | 47"29           |